# Чупирянська сільська рада
Чупирянська сільська рада — орган місцевого самоврядування у Білоцерківському районіКиївської області з адміністративним центром у с. Чупира.

## Загальні відомості
Історична дата утворення: в 1921 році. Водоймища на території, підпорядкованій даній раді: річка Насташка.

## Населені пункти
Сільській раді підпорядковані населені пункти:
- с. Чупира

|  |

## Склад ради
Рада складається з 16 депутатів та голови.

### Керівний склад ради
| ПІБ                           | Основні відомості                                            | Дата обрання | Дата звільнення |
| ----------------------------- | ------------------------------------------------------------ | ------------ | --------------- |
| Шевченко В'ячеслав Вікторович | Сільський голова, 1961 року народження, освіта, безпартійний | 26.03.2006   | 31.10.2010      |

Примітка: таблиця складена за даними джерела